# Moi, Claude
Moi, Claude (I, Claudius) est un roman historique, qui se veut les mémoires (en fait, les pseudo-mémoires) de l'empereur romain Claude (10 av. J.-C.-54), écrit par l'écrivain britannique Robert Graves et paru en 1934. L'autobiographie rédigée par l'empereur en constitue le point de départ.
Il figure à la 14e place dans la liste des cent meilleurs romans de langue anglaise du XXe siècle établie par la Modern Library en 1998.

## Résumé
Claude raconte sa vie dans une énorme autobiographie qui devrait, selon la Sibylle, être découverte dans 2 000 ans. Il commence par le règne d'Auguste et par les manigances criminelles de l'impératrice Livia, prête à tout pour que son fils Tibère hérite de l'Empire. Puis, c'est au tour de l'empereur Tibère, qui laisse Séjanus, ambitieux sans scrupules, gouverner à sa place. Caligula, un fou sanguinaire qui se prend pour un dieu, lui succède. Enfin, Claude raconte son règne personnel, caractérisé par les débauches de sa femme Messaline et les intrigues de sa dernière épouse, Agrippine la Jeune.

## Réception critique
L'historienne Virginie Girod juge que l'ouvrage est un « excellent roman historique ».

## Éditions
- Robert Graves, Moi, Claude, roman, trad. de Suzanne Rémond-Pairault, Plon, 1939, réédition par Gallimard, 1978.

## Adaptation à la télévision
- 1976 : Moi Claude empereur (I, Claudius), mini-série britannique réalisée par Herbert Wise, avec Derek Jacobi dans le rôle titre